# Max Kopfstein

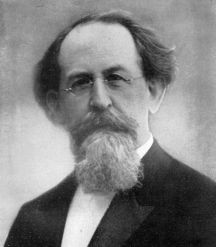
Max Kopfstein

Max Kopfstein auch: Markus Kopfstein (geboren am 8. Dezember 1856 in Pomáz, Ungarn; gestorben am 31. August 1924 in Bad Nauheim) war ein deutscher Rabbiner.

## Leben
Ab 1874 war Kopfstein Prediger und Religionslehrer in Pasewalk, Mecklenburg-Vorpommern. 1883 wurde er Rabbiner in Elbing (Westpreußen; jetzt Ermland-Masuren, Polen). 1886 folgte er Benjamin Höchstätter als Bezirksrabbiner in Bad Ems; damit verbunden war eine Mitgliedschaft im Vorstand des Vereins deutsch-israelitisches Kinderheim in Diez an der Lahn. 1889 wurde er als Rabbiner und Religionslehrer an die höheren Lehranstalten in Beuthen in Oberschlesien berufen, wo er 1919 die Funktion des Oberrabbiners der Synagogengemeinde übernahm. Als solcher wurde er zum Sachverständigen der Friedensverhandlungen des Versailler Vertrages für die jüdischen Fragen Oberschlesiens berufen. Er war Mitglied im Verein israelitischer Lehrer in Schlesien und Posen, ebenso im Hebräischen Literaturverein Mekize Nirdamim. Im Oberschlesischen Kulturverband vertrat er die jüdische Bildungspflege. Im Ersten Weltkrieg war er Grenzrabbiner.
Im Amt des Bezirksrabbiners in Bad Ems folgte ihm 1890 Laser Weingarten.

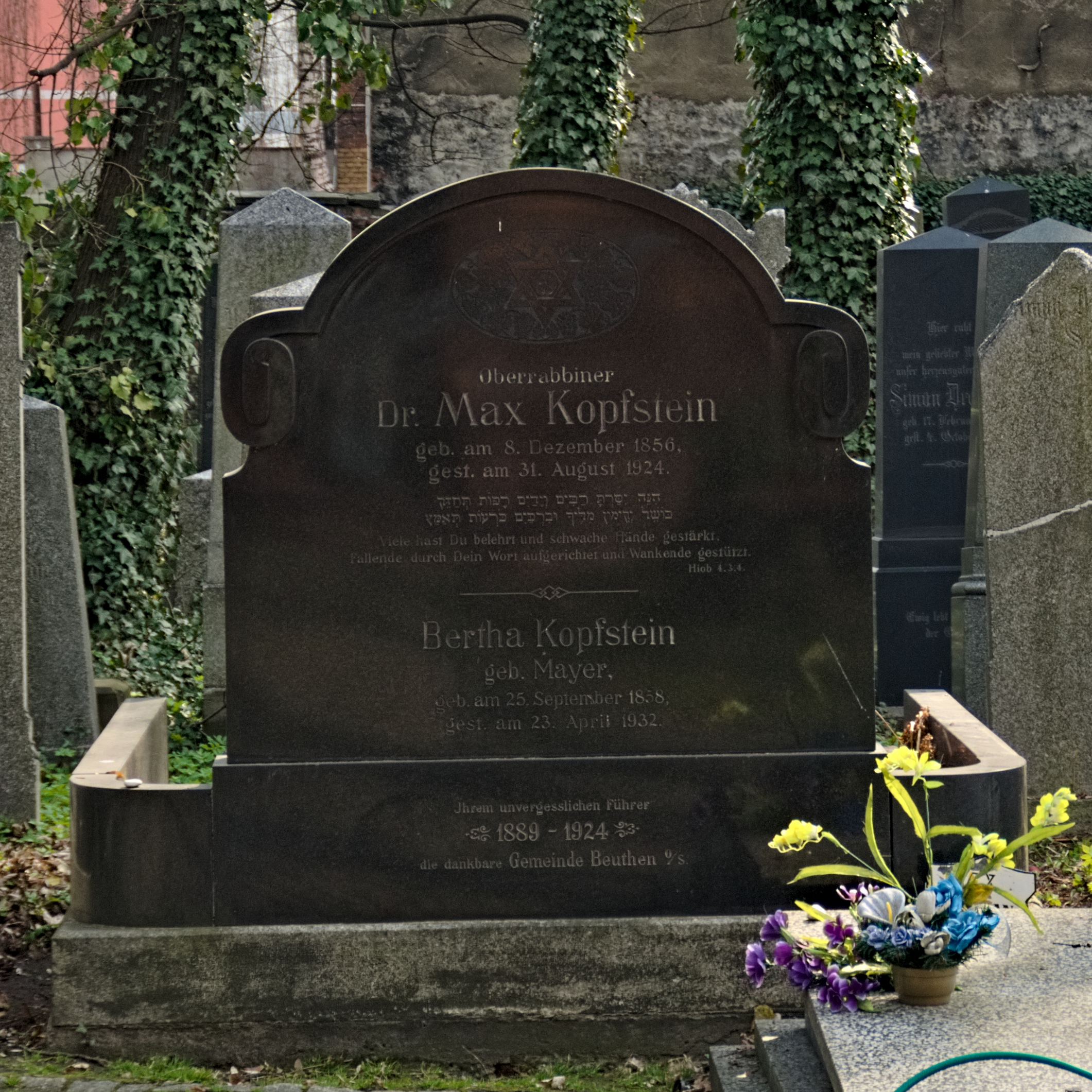
Grab von Max Kopfstein auf dem jüdischen Friedhof in Beuthen.

Er starb 1924 an Herzversagen während eines Kuraufenthaltes in Bad Nauheim.

## Publikationen
- Geschichte der Synagogengemeinde in Beuthen O.-S. 1891; erneut abgedruckt in: Gemeindeblatt Oberschlesien. Band 3, 1938, Nr. 13, S. 3–5, und Nr. 14, S. 3.

## Dokumente
- CJA Berlin, 1, 75 E Nr. 286, fol. 1[3]
- CJA Berlin, 1, 75 A Pa 3 Nr. 92 (unfoliert)
- CJA Berlin, 1, 75 Me 1 Nr. 1, fol. 63
- CJA Berlin, 1, 75 El 2 Nr. 18, fol. 163, 167, 169–170
- CJA Berlin, 1, 75 Nr. 22, fol. 31, 82-82v.

## Literatur

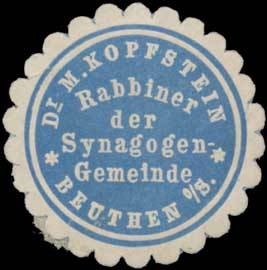
Siegelmarke Kopfsteins als Rabbiner der Synagogengemeinde Beuthen